# بندپیورا
بندپیورا (به انگلیسی: Bandipore) یک منطقهٔ مسکونی در هند است که در بخش باندی پوره واقع شده‌است. بندپیورا ۳۰٬۰۰۰ نفر جمعیت دارد.